# Rékasi Károly
Rékasi Károly (Jászberény, 1962. szeptember 25. –) magyar színész, szinkronszínész.

## Életpályája
1980-ban érettségizett a Liska József Erősáramú Szakközépiskolában. 1986-ban végezte el a Színház- és Filmművészeti Főiskolát Szinetár Miklós osztályában. 1986–1987 között a Madách Színház tagja volt.1987–1990 között a nyíregyházi Móricz Zsigmond Színház színművésze volt.
1989. június 16-án Mensáros László és Orosz Helga társaságában az 1956-ot követő kivégzések áldozatainak névsorát háromnegyed órán keresztül sorolta a Hősök terén. A felolvasást előre felvették, csak hangjuk volt hallható.
1990–1992 között a József Attila Színházban lépett fel. 1992–2000 között a Nemzeti Színház foglalkoztatta. 2000–2013 között szabadfoglalkozású színművész volt. 2013–2019 között ismét a József Attila Színház tagja.

### Magánélete
1984-ben vette feleségül Détár Enikő színésznőt, akivel két gyermekük született, Eszter és Zsigmond. Közel harminc évnyi házasság után, 2013-ban bejelentették válásukat. Rékasi ezután Pikali Gerda színésznővel alakított ki párkapcsolatot. 2018-ban megkérte a kezét, majd 2021 augusztusában titokban összeházasodtak.
2015. június 30-án motorbalesetet szenvedett, több mint egy héten át intenzív osztályon ápolták. Három héttel a balesete után elhagyhatta a kórházat.

## Színházi szerepei
| Darab                                     | Szerep                 | Színház                             | Bemutató            |
| ----------------------------------------- | ---------------------- | ----------------------------------- | ------------------- |
| A 3 testőr                                | Rochefort              | Budapest Kongresszusi Központ       | 2006. október 13.   |
| Balkáni Gerle                             |                        | Pesti Magyar Színház                |                     |
| Boris Spielmann nagy visszatérése         | Henry Spielmann        | IBS Színpad                         | 2005. október 29.   |
| Hol vagytok ti régi játszótársak?         |                        | Benkő Gyula Színház                 | 2006. június 6.     |
| Jelenetek egy házasságból                 |                        | Madách Színház                      | 2007. december 8.   |
| Kaland                                    | dr. Zoltán, tanársegéd | Pinceszínház                        | 2000. november 6.   |
| Liliomfi                                  | Liliomfi               | Óbudai Társaskör – Óbudai Nyár 2008 | 2004. augusztus 12. |
| Play Strindberg – Játsszunk Strindberget! | Kurt                   | Éjszakai Színház                    | 2002. március 22.   |
| Válás Budán                               |                        | Pinceszínház                        | 2002. december 19.  |

## Filmjei

### Játékfilmek
- Magyar filmek nyomában (1998)
- Pizzás (2001)
- Kémjátszma (Spy Game) (2001)
- Tüskevár (2008)
- Álom.net (2009)
- ZooKids – Mentsük meg az Állatkertet! (2009)
- Adjátok vissza a hegyeimet! (2007)

### Tévéfilmek
- Isten teremtményei (1986)
- Egy szerelem három éjszakája (1986)
- Linda (1986)
- Nyomozás a Kleist-ügyben (1989)
- Fehér kócsagok (1990)
- Tiszazug (1991)
- Boldog békeidők (1992)
- A körtvélyesi csíny (1995)
- Kisváros (1998)
- Barátok közt (1998–2001, 2003–2015, 2016, 2017–2021) (Bartha Zsolt)
- Rendőrsztori (2002)
- Egy ország halt vele (2009)
- Jöjjön el a Te országod
- Magyarnak számkivetve

### Szinkron
- Star Wars VI. rész – A jedi visszatér (1983) – Luke Skywalker (Mark Hamill) magyar hangja (1. szinkron)
- Az Öreg Mayer Zwo nyomozó (Wolfgang Zerlett) magyar hangja
- Ha… (1968) – Mick Travis (Malcolm McDowell) magyar hangja (1989)
- Volt (2008) – Bolt magyar hangja
- G-Force Rágcsávók (2009) – Darwin ügynök magyar hangja
- A Gyűrűk Ura – Legolas magyar hangja
- Beverly Hills-i zsaru 3. (1994) – Billy Rosewood nyomozó – Judge Reinhold magyar hangja
- X-akták – Fox Mulder magyar hangja
- Különvélemény (2002) – John Anderton (Tom Cruise) magyar hangja
- Valkűr (2008) – Claus von Stauffenberg ezredes magyar hangja
- A szakasz (1986) – King [Keith David] magyar hangja
- Luz Maria: Gustavo Gonsálvez – Christian Meier
- Trója (2004) – Parisz – Orlando Bloom magyar hangja
- A kék lagúna (1980) – Richard (Christopher Atkins) magyar hangja
- A Kaptár (2002) – Spencer Parks – (James Purefoy) magyar hangja
- Büszkeség és balítélet Mr Bingley magyar hangja
- Mortal Kombat – Johny Cage (Linden Ashby) magyar hangja
- A hollywoodi színészek közül Tom Cruise-nak adja hangját
- Holle Anyó (1983)
- Borostyán – Andrea Davila – Nicola Farron
- Ghost (1990) – Carl Bruner (Tony Goldwyn) magyar hangja
- Tökéletes gyilkosság (1998) – David Shaw (Viggo Mortensen) magyar hangja
- Harry Bosch – A nyomozó
- John Carter (2012) – Sab Than (Dominic West) magyar hangja
- Szellem a házban (1992)  – Leonard Bast (Samuel West) magyar hangja
- Drágán add az életed! (1988) – Karl (Alexander Godunov) magyar hangja
- Titokzatos folyó (2003) – Sean Devine (Kein Bacon) magyar hangja
- Árnyék nélkül – Sebastian (Kevin Bacon) magyar hangja
- Sleepers – A pokoli lecke – Michael Sullivan (Brad Pitt) magyar hangja
- Elfújta a szél (1939) – Ashley Wilkes (Leslie Howard) magyar hangja
- Felpörgetve (2001) – Beau Brandenburg – (Til Schweiger) magyar hangja
- X-Men – Scott Summers/Cyclops – (James Marsden) magyar hangja
- Apátlan anyátlanok – Denny Davies – (Kevin Costner) magyar hangja
- Gladiátor (1992) – Abraham Haines – (Cuba Gooding Jr.) magyar hangja
- Vörös skorpió – Nikolai Rachenko – (Dolph Lundgren) magyar hangja
- Tűzlovag – Lukas Sadorov – (Dolph Lundgren) magyar hangja
- Glenngarry Glen Ross – Dave Moss (Ed Harris) magyar hangja
- Creepshow – A rémmesék könyve – Hank Blaine (Ed Harris) magyar hangja
- Barry Seal: A beszállító (2017) – Barry Seal (Tom Cruise) magyar hangja
- Világzabáló és a visszacsinálók magyar homokanimációs mesefilm – mesélő magyar hangja[10]
- Vadnyugati fejvadász – Brisco County, Jr. – (Bruce Campbell) magyar hangja
- Top Gun: Maverick (2022) – Pete Mitchell "Maverick" – Tom Cruise magyar hangja
- Mission Impossible (1996) – Ethan Hunt (Tom Cruise) magyar hangja
- Mission: Impossible 2. (2000) – Ethan Hunt (Tom Cruise) magyar hangja
- Mission: Impossible III (2006) – Ethan Hunt (Tom Cruise) magyar hangja
- Mission: Impossible – Fantom protokoll (2011) – Ethan Hunt (Tom Cruise) magyar hangja
- Mission: Impossible – Utóhatás (2018) – Ethan Hunt (Tom Cruise) magyar hangja
- Mission: Impossible – Leszámolás (2023) – Ethan Hunt (Tom Cruise) magyar hangja
- Mission: Impossible – A végső leszámolás (2025) – Ethan Hunt (Tom Cruise) magyar hangja

## Díjai
- Kaló Flórián-díj (2016)[11]